# Fatal error
En informática, un fatal error (llamado simplemente en español como «error fatal»), también conocido como fatal exception error, es un fallo que provoca que un programa se cancele y que por lo tanto, puede devolver al usuario al sistema operativo. Cuando esto sucede, es posible que se extravíen los datos que el programa estaba procesando (que el usuario pierda todos los cambios que no haya guardado previamente). Un fatal error ocurre típicamente en cualquiera de los siguientes casos:
- Si los usuarios han encontrado acceso a una instrucción ilegal,[2][1]
- Si se ha accedido a datos o códigos fuente no válidos,[2][1]
- Si no se permite una operación en el modo actual de anillo o CPU,
- Un programa intenta dividir por cero (solo para números enteros; con el estándar de coma flotante IEEE, esto crearía un infinito en su lugar).[1]

En algunos sistemas, como macOS y Microsoft Windows, un error fatal hace que el sistema operativo cree una entrada de registro de datos o guarde una imagen (volcado de memoria) en el proceso. Este fenómeno informático ha sido asociado comúnmente con la pantalla azul de la muerte de Windows, pero a diferencia de esta, en casos no muy graves solo afectan a un programa en específico y no a todo el sistema del dispositivo.

## Apariciones del fallo
En la mayoría de casos, los errores fatales son espontáneos y de corta duración, por lo que el usuario afectado podrá seguir usando su computadora de forma segura y sin problemas subsiguientes. Sin embargo, una avería en el hardware y/o software del dispositivo sería responsable de que los errores fatales se reiteren, especialmente al ejecutar el mismo programa o tarea. Generalmente, el sistema envía alertas de un error fatal cuando un programa se cierra repentinamente a causa de algún tipo de fallo; también se da en casos en donde una computadora macOS o Linux sufre de un pánico en el núcleo.
Cuando ocurre un error fatal, aparece un mensaje sobre la pantalla del dispositivo afectado (normalmente como una ventana flotante), parecido a este:
```
*
 
FATAL
 
ERROR
:
 
Unhandled
 
xxx
 
Exception
 
at
 
xxx

*
 
A
 
fatal
 
exception
 
xx
 
has
 
ocurred
 
at
 
xxxx
:
xxxxxxxx

*
 
Fatal
 
error
 
detected
,
 
unable
 
to
 
continue
.
 
Terminating
 
due
 
to
 
uncaught
 
exception
.

```

Es recomendable que cuando el usuario que experimenta el fallo anote los caracteres que ve. El tipo específico de error y la serie de números y letras que a menudo se presentan sobre la pantalla pueden ayudar a localizar el problema del sistema.

## Causas generales
Al ejecutarse un programa en un sistema operativo como Windows que detecte una anomalía en su funcionamiento, genera un mensaje denominado como 'excepción'. Este tipo de excepciones permiten que los programas se ejecuten sin problemas y trabajen con normalidad, incluso cuando suceden más anomalías.
Sin embargo, cuando un programa recibe una excepción inesperada o que es incapaz de reconocer, se produce un error fatal. Este mismo tipo de problema también puede denominarse como «excepción fatal» o «error de excepción fatal». Dependiendo de la gravedad de la falla, el programa tiene opción de continuar ejecutándose o bien interrumpe su actividad de forma automática.